# Cyanidiophyta
Cyanidiophyta Moehn ex Doweld, 2001,sistema de classificação de Saunders e Hommersand (2004) , é o nome botânico de um filo de algas vermelhas unicelulares do subreino Rhodoplantae.

## Táxons inferiores
Classe: Cyanidiophyceae T.Merola et al., 1981
Ordem: Cyanidiales T. Christensen 1962
Gêneros: Cyanidium, Galdieria.
- O Sistema de Yoon et al. (2006) reduziu o filo para um subfilo novo, Cyanidiophytina, incluindo duas famílias: Cyanidiaceae e Galdieriaceae.